# Нелсън (линеен кораб, 1925)
Нелсън (на английски: HMS Nelson (28)) е британски линеен кораб. Главен кораб на едноименния проект, построен в периода между двете световни войни. Един от трите кораба на Кралския флот, наречен в чест на легендарния адмирал Хорацио Нелсън. Както и еднотипният му „Родни“, обладава уникални особености: двата кораба са единствените във флота с 406-мм артилерия на главния калибър, разположена по необикновена схема: всичките три кули на главния калибър са пред надстройката. Тази необичайна архитектура става следствие от ограниченията, наложени от Вашингтонското морско съглашение. Въведен е в строй през 1930 г. Активно участва във Втората световна война. Предаден за скрап през 1949 г.
В британския флот „Нелсън“ носи прякора „Нелс-Ол“. Девиз на кораба е фразата Palmam qui meruit ferat (на латински: Да увенчае маслинената клонка достойният).

## Описание
Линейните кораби от типа „Нелсън“ са опростена версия на линейните крайцери от типа „G-3“, отменени след сключването на Вашингтонското съглашение.
Опростения проект позволява да се разположат девет 406-мм и дванадесет 152-мм оръдия, способни да се борят с американските линкори от типа „Колорадо“ и японските от типа „Нагато“, на кораб с водоизместимост не повече от 35 хиляди тона. Артилерията на главния калибър се разполага по необикновена схема: по три 406-мм оръдия в три кули, поставени пред надстройката (кулите са обозначени с литерите „A“, „B“ и „X“). Самите оръдия калибър 406 мм са кръстени в чест на герои на Дисни: седемте джуджета, Мики Маус и Мини. 152-мм оръдия са разположени в кули от P1 до P3 по левия борд и от S1 до S3 по десния борд. Шестте зенитни установки носят имена от HA1 до HA6, колкото зенитни автомата „пом-пом“ са M1 до M7 (без позиция M2).

## История на службата
Заложен е през декември 1922 г. в Нюкасъл в корабостроителницата „Армстронг-Уитуорт“. Спуснат на вода през септември 1925 г., в състава на флота е приет през август 1927 г. Стойността на строителството му съставя примерно 7504000 фунта стерлинги. Кораба е модифициран с неизползваните части на линейния крайцер от типа „Адмирал“. Явява се флагмански кораб британския домашен флот. През 1931 г. моряците на кораба вдигат бунт заедно с моряци на „Родни“ поради съкращаване на заплатите на моряците, но след преговори с правителството прекратяват изстъпленията. На 12 януари 1934 г. отплава от Портсмът за Западна Индия.
В средата на 1930-те години кораба е модернизиран и отново се връща в състава на домашния флот. През септември 1939 г. неговия екипаж е преведен в състояние на пълна бойна готовност. От 25 до 26 септември екипажа участва в спасяването на екипажа на потъналата подводница „HMS Spearfish“. През октомври 1939 г. „Нелсън“ е прехвърлен в Северно море за възможна прихващане на немски кораби, без обаче нито веднъж да се сблъска със силите на Кригсмарине, а на 30 октомври 1939 г. има опит за неговото торпилиране от подводницата U-56 близо до Оркнейските острови, но трите изстреляни торпеда не уцелват линкора. Впрочем, през декември 1939 г. в залива Ив „Нелсън“ се натъква на мина, поставена от подлодката U-31. До август 1940 г. съда се намира в ремонт в Портсмът, след което пристига в Росайт за подготовка към отбиване на възможния морски десант на немците. От април до юни 1941 г. кораба охранява конвои в Атлантика, в края на май се базира във Фрийтаун и се готви да премине в Гибралтар, за да прихване „Бисмарк“.
През юни 1941 г. е включен в състава на групата „H“ за съпровождане на конвоите в Средиземноморието. На 27 септември 1941 г. е подложен на италианско авионападение и получава тежки повреди в резултат на взрив на торпедо. До май 1942 г. стои на ремонт, връща през август 1942 г. в качеството на флагмански кораб и продължава носенето на своята служба. Участва в десантите на войските в Алжир (ноември 1942), Сицилия (юли 1943) и Салерно (септември 1943). На неговия борд американският генерал Дуайт Айзенхауер и италианският маршал Пиетро Бадольо подписват акта за капитулация на Италия, на 29 септември 1943 г.
През ноември 1943 „Нелсън“ се връща във Великобритания за ремонт: на неговия борд е добавено мощно зенитно въоръжение. На 18 юни 1944 г. кораба участва в огневата поддръжка на десанта в Нормандия и отново се сблъсква с две морски мини, след което се насочва в Пенсилвания за ремонт. През януари 1945 г. се връща в състава на КВМС на Великобритания, през юли пристига в Коломбо. Участва в обсадата на японските позиции в Малайзия, докато японците не капитулират на 2 септември 1945 г. През ноември се връща във Великобритания, през юли 1946 г. е преобразуван в учебен кораб. През февруари 1948 г. напуска състава на флота и става кораб-мишена за бомбардировачите. През март 1949 г. в Инверкитинг е разкомплектован за метал.